# Нова Гора над Словенско Бистрицо
Нова Гора над Словенско Бистрицо (словен. Nova Gora nad Slovensko Bistrico) је насељено место у општини Словенска Бистрица, Подравска регија, Словенија.

## Историја
До територијалне реорганизације у Словенији била је у саставу старе општине Словенска Бистрица. Као самостално насеље, Нова Гора над Словенско Бистрицо постоји од 2000. године. Настала је спајањем делова одвојених од насеља Згорња Бистрица, Ковача вас и Словенска Бистрица.

## Становништво
У попису становништва из 2011. године, Нова Гора над Словенско Бистрицо имала је 152 становника.
| Број становника према пописима | Број становника према пописима |
| ------------------------------ | ------------------------------ |
| 2002                           | 2011                           |
| 139                            | 152                            |

Напомена: Године 2000. настала спајањем делова насеља Згорња Бистрица, Ковача вас и Словенска Бистрица. Године 2017. извршена је мања размена територије између насеља Згорња Бистрица, Нова Гора над Словенско Бистрицо, Словенска Бистрица и Сподња Ложница.